# سيدة البورسلين البدينة (رواية)
سيدة البورسلين البدينة هي إحدى روايات الروائية التشيلية إيزابيل الليندي (بالإسبانية La Gorda De Porcelana وبالإنجليزية The Porcelain Fat Lady) وهي من قصص أطفال.

## نبذة قصيرة
تدور أحداث القصة عن شخص يعمل موظفاً ويعيش حياة روتينية مملة إلى أن يقع في حب تمثال من الفخار ويقرر دفع راتب شهر كامل لشرائه ويكون هذا التمثال هو السبب لتغيير حياته إلى حياة أكثر سعادةً وانفتاحاً.